# Пилипівка (Фастівський район)
Пили́півка — село в Україні, у Фастівському районі Київської області. Населення становить 409 осіб. Входить до складу Кожанської селищної громади.

## Стислі відомості
Існує припущення, що село було засновано невідомими мандрівниками, які подорожували по Кам'янці і заснували поселення на березі річки. Можливо село спочатку мало іншу назву, але в часи турецької навали особливу хоробрість у боях за поселення проявив Сідько Пилип, від імені якого пішла назва села. (І зараз прізвище Сідько в селі є поширеним).
Пам'ятка: церква Архістратига Михаїла, побудована в 1843 року коштом графині Олександри Браницької.
Пилипівка до революції була східним краєм села Королівки. У 1864 році в Пилипівці проживало 643 жителя. Село вважалося приписним до села Королівка. Дерев'яна церква св. Михаъла була побудована після 1746 р., коли вона занепала, в 1836 р. покійною графинею Олександрою Браницькою побудована нинішня кам'яна. По штатах вона зарахована до 5-го класу; землі має 40 десятин. (Сказания о населенных местностях Киевской губернии или Статистические, исторические и церковные заметки о всех деревнях, селах, местечках и городах, у пределах губернии находящихся / собрал Л. Похилевич. — Біла Церква: Видавець О. В. Пшонківський, 2005 . — 404
Церква св. Михаїла — див. https://ua.igotoworld.com/ua/poi_object/70973_mihaylovskaya-cerkov-pilipovka.htm [Архівовано 15 січня 2019 у Wayback Machine.]
У 1960-х роках ХХ-го століття на річці Кам'янці було побудовано ГЕС, але вона була надто малопотужною, і скоро її закрили.
У 2010 році Громадською організацією «Довіра» було реалізовано проєкт громади задля ремонту сільського фельдшерсько-акушерського пункту. Проєкт здійснено в рамках проєкту ЄС та Програми розвитку ООН «Місцевий розвиток, орієнтований на громаду».

## Галерея

Сільрада
Амбулаторія
Школа
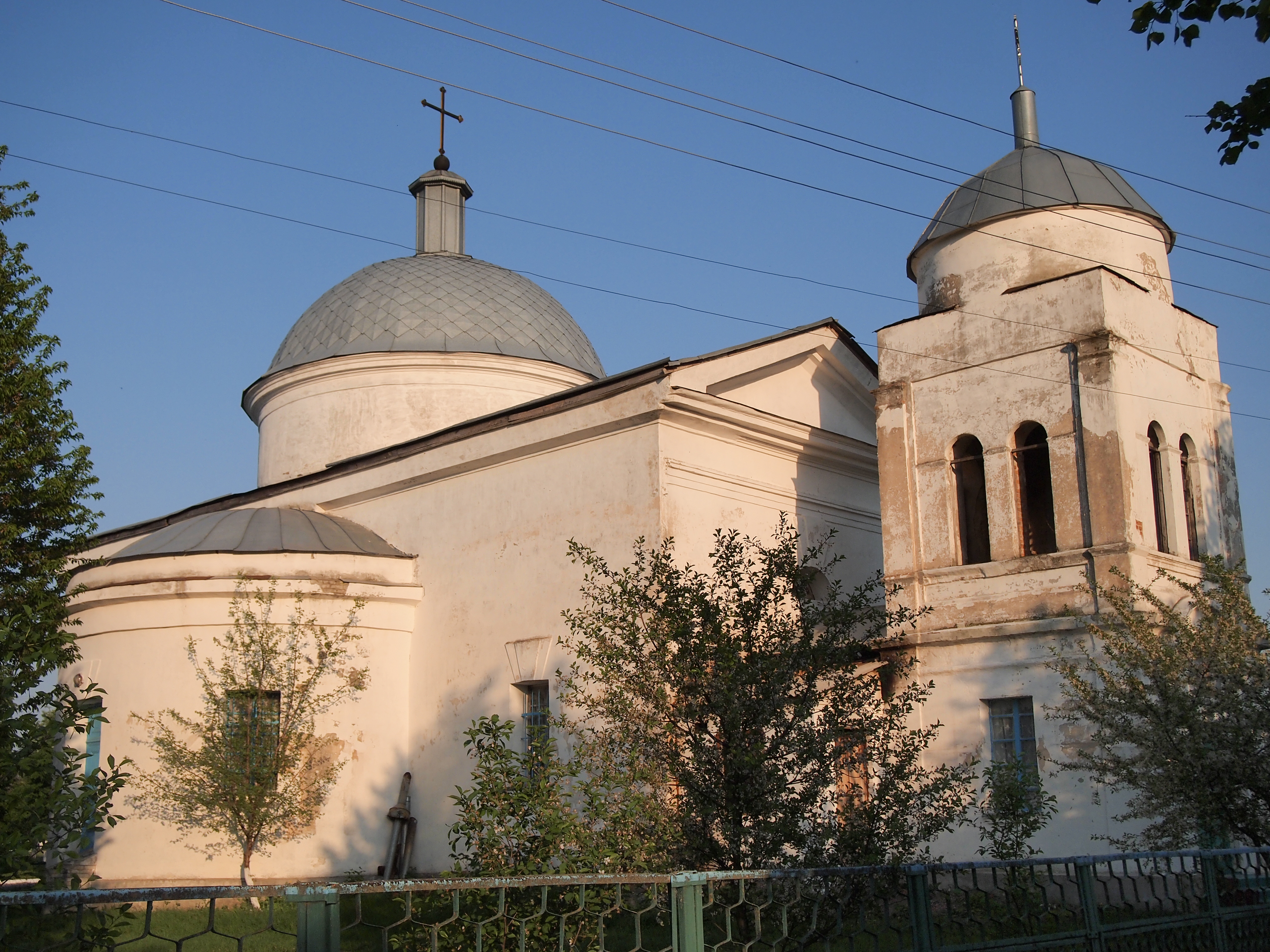
Церква
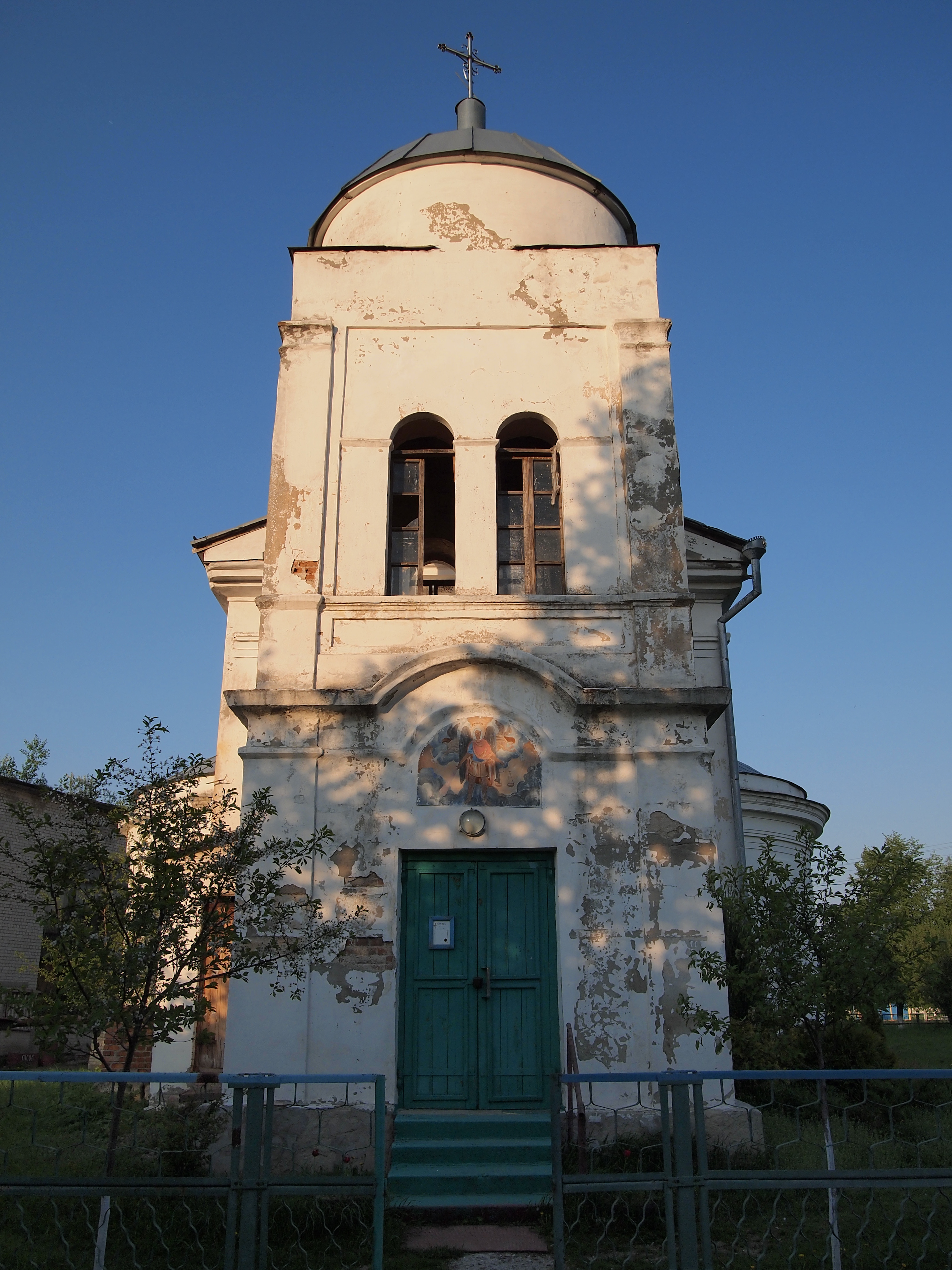
Церква
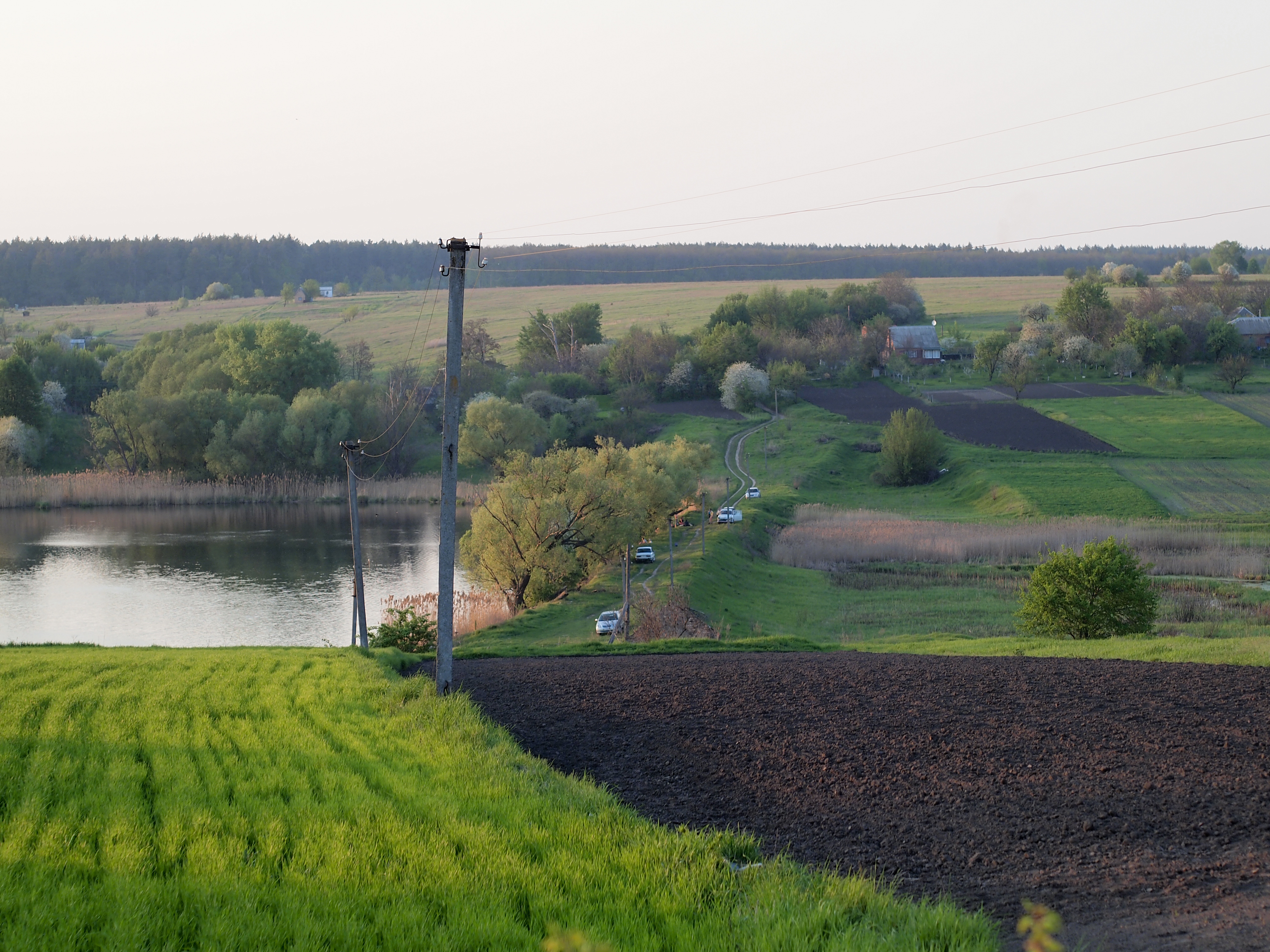
Місце колишньої ГЕС